# Victoria (Nowa Fundlandia i Labrador)
Victoria – miasto w Kanadzie, położone we południowo-wschodniej części prowincji Nowa Fundlandia i Labrador. 

## Opis
Miasto obecnie zajmuje powierzchnię 17.64 km² i liczy 1 800 mieszkańców 10 maja 2016.